# Animal fantasy
|  | Sammenskrivningsforslag Artiklen Animal fantasy er foreslået føjet ind i Fabel. (Siden august 2024) Diskutér forslaget |

Animal fantasy er betegnelsen for historier, som omhandler menneskeliggjorte dyr, det kan være i litteratur, film eller andre medier.
Det har altid været populære fortællinger. Noget af det ældste vi kender er Æsops dyrefabler, der er korte historier om dyr, der i virkeligheden udstiller menneskelige tåbeligheder. De blev senere gendigtet i rimet form af franskmanden La Fontaine.
Senere er det en evigt tilbagevendende form i folkelig fortællekunst, det kan være folkeviser, f.eks. I skoven skulle være gilde eller de middelalderlige viser om Ræven Robin, der altid snyder magthaverne, en slags dyreudgave af Robin Hood eller i folkeeventyr som De tre små grise eller De tre Bukke Bruse.
Også kunsteventyrerne har mange eksempler, H.C. Andersen skrev en del som Den grimme ælling.
Vi forbinder det nok især med børnebøger, ikke uden grund da meget af det der skrives og laves for børn er animal fantasy. Der har her været en del kritik af meget overforbrug, men der er jo skrevet glimrende animal fantasy for børn, f.eks. Kenneth Grahames Vinden i Piletræerne og Thorbjørn Egners Dyrene i Hakkebakkeskoven.
Og det skal heller ikke glemmes, at der også er skrevet animal fantasy, hvor målgruppen er de voksne, her er George Orwells Kammerat Napoleon (Animal Farm) et oplagt eksempel, og de første bøger af Richard Adams, Kaninbjerget, Shardik og Hundeflugten.
Indenfor tegnefilm er eksemplerne på animal fantasy mangfoldige, vi kan bare tænke på Walt Disney, eller Tom og Jerry som eksempler.
Den nyere computerteknik har muliggjort, at man kan lave live-action film i genren meget overbevisende, som Babe, den kække gris.
Menneskeliggørelsen af dyr kan ske i tre grader.
Første grad er, når de forsynes med menneskelige følelser og tanker, men ellers i øvrigt opfører sig som det dyr plejer at gøre. Her kunne vi som eksempel fra Disneys univers nævne Pluto, der ikke siger andet end vov som andre hunde og bor hos en ejer i hundehus, men har fået menneskelige følelser.
Anden grad er, når de udover tanker og følelser kan tale, men ellers i øvrigt lever som de pågældende dyr nu gør, her er bøgerne af Richard Adams oplagte eksempler, vi kunne i den forbindelse nævne Chip og Chap fra Disney.
Tredje grad er, når de helt rykkes ud af deres biotop og lever som mennesker med tøj på kroppen og i huse, måske ligefrem i byer. Det er det almindeligst forekommende hos Disney.
Der kan så være blandingsformer af de tre grader inden for samme værk, det gælder f.eks. Dyrene i Hakkebakkeskoven.
Der er ingen grund til at tro, at formen forsvinder. Den er stadig populær.